# Dad (stripreeks)
Dad is een Franse stripreeks bedacht door Nob.

## Inhoud
Een alleenstaande vader woont in huis met zijn vier dochters. Pandora is bijna volwassen en Babette is nog een baby. Oona en Roxanne zitten daar tussenin. Ze hebben geen gemeenschappelijke moeder en de verhalen draaien gewoonlijk rond de opvoeding van die vier dochters.
Vroeger speelde de vader enkele rollen in films, maar tegenwoordig figureert hij alleen nog maar voor reclamecampagnes. Voor sommige reclamecampagnes schamen de dochters zich. Pandora's moeder, Cathy, is de burgemeester.

## Publicatiegeschiedenis
De strip verscheen vanaf 2008 in Spirou. Vervolgens verschenen de verhalen in stripalbums.
In 2021 werd Les filles de dad, een animatieserie gebaseerd op deze stripreeks, aangekondigd. De televisieserie is meer vanuit het perspectief van de dochters en wordt geproduceerd door Dupuis en Belvision. Na zeven albums werd de Nederlandstalige vertaling stopgezet. In het Frans bleef de reeks doorlopen.

## Albums
| Nummer | Originele titel (Nederlandstalige titel)         | Uitgavejaar album |
| ------ | ------------------------------------------------ | ----------------- |
| 1      | Filles à papa (Papa's schatten)                  | 2015              |
| 2      | Secrets de famille (Familiegeheimen)             | 2015              |
| 3      | Les nerfs à vif (Op van de stress)               | 2016              |
| 4      | Star à domicile (De ster in huis)                | 2017              |
| 5      | Amour, gloire et corvées (Roem, liefde en afwas) | 2018              |
| 6      | Père à tout faire (Van alle markten thuis)       | 2019              |
| 7      | La force tranquille (De stille kracht)           | 2020              |
| 8      | Cocon familial                                   | 2021              |